# Gisela Kurzweil

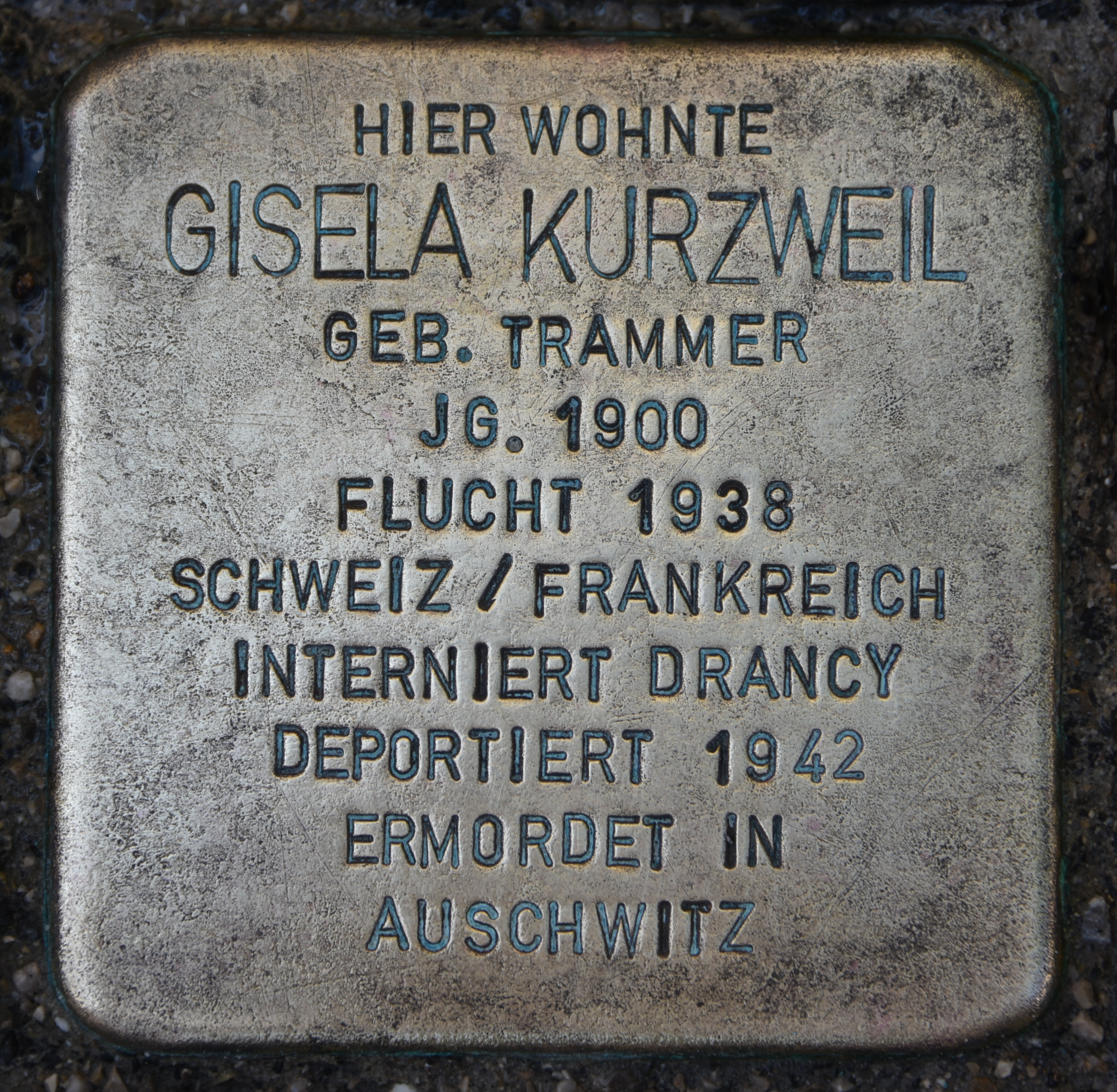
Stolperstein in Graz

Gisela Kurzweil (* 25. Februar 1900 in Oderberg, Österreichisch-Schlesien, Österreich-Ungarn als Gisela Trammer; † 9. September 1942 in Auschwitz) war eine Österreicherin jüdischer Herkunft, die während der Zeit des Nationalsozialismus im KZ Auschwitz ermordet wurde. Bekanntheit erlangten sie und ihre Familie, insbesondere Tochter Adele, ab 1990 durch einen Kofferfund an ihrem letzten Zufluchtsort Auvillar.

## Leben
Gisela Trammer kam 1900 im schlesischen Oderberg zur Welt. Am 28. November 1922 heiratete sie den neun Jahre älteren Grazer Rechtsanwalt Bruno Kurzweil. Nach der Geburt ihrer einzigen Tochter Adele am 31. Jänner 1925 trat sie Mitte des Jahres 1926 gemeinsam mit dem Kind aus der israelitischen Kultusgemeinde aus. Ihr Ehemann hatte den jüdischen Glauben bereits 14 Jahre früher abgelegt. Die Familie lebte im Haus Kirchengasse 15 (heute Schröttergasse 7) im Stadtbezirk Geidorf.

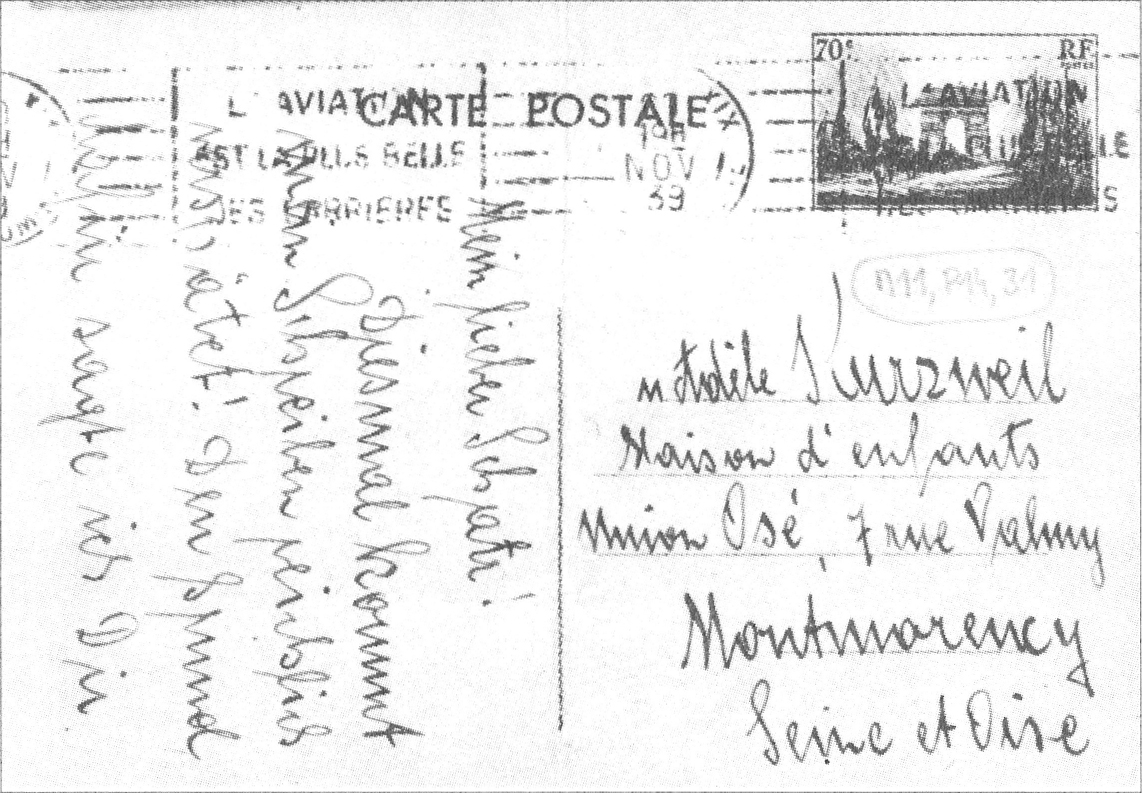
Postkarte an Tochter Adele (1939)

Nachdem die Nationalsozialisten dem in der Sozialdemokratie engagierten Bruno Kurzweil ein Berufsverbot erteilt hatten, wanderte die Familie im Oktober 1938 nach Paris aus. Dort absolvierte Kurzweil eine Ausbildung zur Diplommasseurin, die sie im Sommer 1939 abschloss. Während ihr Ehemann in einem Lager in Meslay-du-Maine und Tochter Adele in einem Flüchtlingsheim der Œuvre de secours aux enfants in Montmorency untergebracht waren, blieb Gisela allein in Paris zurück. Sie besuchte Adele regelmäßig an Wochenenden und schrieb ihr ein- bis zweimal pro Woche eine Postkarte oder einen Brief. Aus diesem regen Briefwechsel geht hervor, dass sie Probleme mit ihrer Aufenthaltserlaubnis hatte und wiederholt bei der Präfektur um Verlängerung ansuchen musste. Außerdem berichtete sie ihrer Tochter von Treffen mit sozialdemokratischen Auslandsvertretern, darunter Otto Leichter, und äußerte Befürchtungen, selbst in die Provinz geschickt zu werden.
Nach Flucht in den Süden des Landes nach Montauban und Auvillar wurde Familie Kurzweil am 26. August 1942 von den deutschen Besatzern aufgespürt und zwei Wochen später in Folge der Deportation mit zwei Zwischenstopps gleich nach der Ankunft im KZ Auschwitz ermordet.

## Rezeption
Im Gegensatz zu Tochter Adele und Ehemann Bruno sind über das Leben von Gisela Kurzweil, vor allem die Zeit vor ihrer Heirat, nur wenige Details bekannt. Wichtigstes Zeitdokument ist ihr in Adeles Koffer erhaltener Briefwechsel mit Adele, in dem sie unter anderem Mitteilungen über ihren Alltag in Paris machte.
An Gisela Kurzweil erinnert seit 4. Juli 2014 ein Stolperstein, der an ihrer Grazer Wohnadresse (heute Schröttergasse 7) verlegt wurde.

## Anmerkung
1. ↑  Der biographische Text von Heimo Halbrainer stützt sich auf verschiedene Akte aus dem Nachlass von Muriel Morris Buttinger. Diese sind im Dokumentationsarchiv des österreichischen Widerstandes unter den Nummern 18.882, 18.884 und 18.886 archiviert. Weitere Quellen waren das Archiv der Israelitischen Kultusgemeinde Graz sowie Dokumente der Familie Kurzweil, die sich in den Koffern befanden und im Musée de la résistance et de la déportation in Montauban archiviert wurden.